# Vikravandi
Vikravandi è una suddivisione dell'India, classificata come town panchayat, di 10.141 abitanti, situata nel distretto di Viluppuram, nello stato federato del Tamil Nadu. In base al numero di abitanti la città rientra nella classe IV (da 10.000 a 19.999 persone).

## Geografia fisica
La città è situata a 12° 1' 60 N e 79° 32' 60 E e ha un'altitudine di 43 m s.l.m..

## Società

### Evoluzione demografica
Al censimento del 2001 la popolazione di Vikravandi assommava a 10.141 persone, delle quali 5.280 maschi e 4.861 femmine. I bambini di età inferiore o uguale ai sei anni assommavano a 1.024, dei quali 511 maschi e 513 femmine. Infine, coloro che erano in grado di saper almeno leggere e scrivere erano 7.499, dei quali 4.300 maschi e 3.199 femmine.